# Habenaria goetzeana
Habenaria goetzeana är en orkidéart som beskrevs av Friedrich Fritz Wilhelm Ludwig Kraenzlin. Habenaria goetzeana ingår i släktet Habenaria och familjen orkidéer. Inga underarter finns listade i Catalogue of Life.